# Carl Menzel (Unternehmer)
Johann Carl Erdmann Menzel (* 7. Januar 1844 in Sorau; † 8. Juni 1923 in Lommatzsch) war ein deutscher Unternehmer. Er gilt als Begründer der Glasherstellung in Lommatzsch.
Er errichtete nach langjähriger Tätigkeit in der Glasproduktion 1897 eine eigene Glasfabrik namens „Carlswerk“ in Lommatzsch. Das „Lommatzscher Glas“ wurde bald international hoch geschätzt. 1917 wurde Carl Menzel Kommerzienrat und 1920 Ehrenbürger der Stadt Lommatzsch. Später wurde eine Straße im Ort nach ihm benannt.
Menzel ist der Urgroßvater des Schauspielers Terence Hill (ebenfalls Ehrenbürger von Lommatzsch).
| Personendaten    | Personendaten                                    |
| ---------------- | ------------------------------------------------ |
| NAME             | Menzel, Carl                                     |
| ALTERNATIVNAMEN  | Menzel, Johann Carl Erdmann (vollständiger Name) |
| KURZBESCHREIBUNG | deutscher Unternehmer und Glashersteller         |
| GEBURTSDATUM     | 7. Januar 1844                                   |
| GEBURTSORT       | Sorau                                            |
| STERBEDATUM      | 8. Juni 1923                                     |
| STERBEORT        | Lommatzsch                                       |